# 웨스트우드 비브라토
웨스트우드 비브라토는 어떤 악기든, 원하는 선율을 찾아주는 남아프리카의 천재 악기 수리공 코넬리아 보보 워셔가 선보이는 음악과 드라마 이야기이다.

## 줄거리
남아프리카 공화국의 케이프 타운에 있는 악기 수리점 웨스트우드 비브라토. 그곳의 주인이자 천재 악기 수리공인 코넬리아 보보워셔는 뛰어난 솜씨로 악기들을 척척 고쳐준다. 한글로 한(恨)이라고 쓰인 액자가 코넬리아의 작업장 벽에 걸려있는데 매 화 그에 어울리는 에피소드가 등장한다. 기본적으로 옴니버스의 형식이고 주된 흐름은 세계 각국에서 악기를 수리하러 찾아오는 의뢰인들이 털어놓는 서글픈 이야기를 코넬리아가 듣고 적절한 해결책을 통해 그들의 한을 풀어준다는 내용이다.

## 등장인물
- 코넬리아 보보워셔 : 이 작품의 주인공. 악기 수리점인 웨스트우드 비브라토를 운영하고 있으며, 한쪽 다리가 없어서 의족을 착용하고 있다. 테러맨에서도 김봉춘의 무기를 지원해주는 조력자로 등장한다.
- 쿠쿠 : 언제나 코렐리아 옆을 지키는 펭귄. 중간중간 개그 캐릭터로 나오지만 스토리상에 큰 영향을 주진 않는다. 테러맨에서 우연히 캐리어를 타고 김봉춘에게 가게 되어 김봉춘과 민정우를 돕는다.

## 슈퍼스트링 프로젝트
주인공 코넬리아 보보워셔가 슈퍼스트링에 합류한다